# جيوفري دوسن
جيوفري دوسن (24 فبراير 1940 - ) (بالإنجليزية: Geoffrey Dawson)‏ هو لاعب كريكت بريطاني.